# Oscar's Oasis
Oscar's Oasis é uma série de televisão a cabo 3D produzida pela Screen 21 em colaboração com a Televisió de Catalunya. A série é baseada na transmissão original do programa Disney Channel Asia. É exibido no Disney Channel Ásia e no Disney Channel Europe. Na América Latina, esta série foi transmitida na Cartoon Network Latin America e no Boomerang Latin America também pode ser vista no Nintendo 3DS, em 3D, embora apenas na Austrália e na Europa.
Estreou no Brasil em março de 2011.

## Sinopse
Oscar é um lagarto que vive em um deserto desconhecido que possui características de vários desertos reais, como o Saara, o deserto de Kalahari e os desertos da América do Norte. Uma estrada de asfalto atravessa a área e é ocasionalmente usada por vários caminhões. Nele há muitas toneladas de lixo do deserto, e os personagens principais estão constantemente explorando-o, assim eles encontram atrações nos diferentes pedaços de lixo que encontram. Oscar geralmente procura água ou comida para ele, enquanto seus amigos às vezes ajudam ou dificultam sua busca. Às vezes, ele encontra líquido em garrafas ou no chão, mas é impossível para ele beber, ele também come os ovos, que ele geralmente tenta roubar de um galinheiro nas proximidades. Três amigos incomuns também têm acampamentos na área: Popy, uma raposa, Feneco, Buck, um abutre e Harchi, uma hiena. Eles moram em um ônibus escolar abandonado.

## Produção
Originalmente, a Oscar's Oasis era chamada OOOhhhasis e consistia em 7 curtas-metragens de 1 minuto e 30 transmitidas de 26 de março de 2008 na TF1.

## Referência
1. ↑  Xavier, Ivanir (20 de fevereiro de 2011). «Novidades na TV». AT Revista. Consultado em 7 de maio de 2023
2. ↑  «[1]»